# Oda (motorfiets)
Oda is een historisch merk van motorfietsen.
Oda-Werke Aktiengesellschaft, Hamburg (1925-1926).
Oda bouwde simpele motorfietsen met 293 cc JAP-zijklepmotoren.